# Aspra Spitia
Aspra Spitia, de asemenea cunoscut ca Paralia Distomou,  este un oraș în Grecia în prefectura Boeotia.